# Петкана Макавеєва
Петкана Макавеєва (4 жовтня 1952) — болгарська баскетболістка.
Срібна призерка Олімпійських ігор 1980 року.
Бронзова призерка Олімпійських ігор 1976 року.